# 니시후촌
니시후촌(西府村)은 가나가와현, 도쿄부, 도쿄도 기타타마군에 설치되었던 촌이다. 현재의 도쿄도 후추시 서부에 해당한다.